# 빅토르 외를이구르 안드라손
빅토르 외를이구르 안드라손(2000년 2월 5일 ~ , 아이슬란드어: Viktor Örlygur Andrason)는 아이슬란드의 축구 선수이며 포지션은 미드필더이다. 현재는 비킹귀르 레이캬비크 소속으로 뛰고 있다.